# 行星
行星，通常指自身不發光，環繞著恆星、致密星或棕矮星的球形天體。其公轉方向常與所繞恆星的自轉方向相同（由西向東）。一般來說行星需具有一定質量，行星的質量要足夠大（相對於月球）形成圓球狀，但自身不能像恆星那樣發生核聚變反應。
歷史上行星名字來自於它們的位置（与恒星的相对位置）在天空中不固定，就好像它們在星空中行走一般。太陽系内肉眼可見的5顆行星水星、金星、火星、木星和土星早在史前就已經被人類發現了。16世紀之後日心说取代了地心说，使人類瞭解到地球本身也是一顆行星。望远镜被發明和萬有引力被發現後，人類又發現了天王星、海王星，主小行星帶的穀神星，柯伊伯带的冥王星還有為數不少的小行星。隨著柯伊伯帶中其他大型天體的發現，尤其是阋神星，如何準確、科學地定義「行星」一詞似乎更加迫切。2006年，國際天文聯會接納了太陽系行星的定義，把冥王星排除出行星行列，2008年把它和穀神星、鬩神星重新分類為矮行星。儘管如此，許多行星科学家仍然繼續更廣泛地使用「行星」一詞，包括矮行星以及像月球這樣的圓形衛星。
20世紀末的人類在太陽系外的恆星系統中也發現了太陽系外行星。這些外行星通常帶有太陽系行星所不具備的特殊特徵，例如熱木星—環繞其母恆星運行的巨行星，如飛馬座51b—以及極其偏心軌道，如HD 20782 b。2007年5月，麻省理工学院一組空间科学研究隊發現了目前已知最熱的行星（2040°C）。隨著棕矮星和比木星更大之巨行星的發現，也引發了關於行星和恆星之間界限的定義的爭論。

## 名称及由來
- 在中國，根據西漢《史記、曆書》記載「黃帝考定星曆，建立五行，起消息（修正曆法，訂出正月起始）。」
- 《尚书·舜典》：“在璇玑玉衡以齐七政。”孔颖达疏：“七政，其政有七，于玑衡察之，必在天者，知七政谓日月与五星也。木曰岁星，火曰荧惑星，土曰镇星，金曰太白星，水曰辰星。
- 英文行星一词源于古希腊文“（planētēs）”，意为“游走者”（wanderer）。
- 1792年日本学者本木良永在翻译哥白尼的地动说时将“行星”译作“惑星”，取其位置游移不定让人迷惑之意。明治时代亦有京都大学的学者使用“遊星”一词来指“行星”。
- 1859年伟烈亚力与李善兰合作翻译的《谈天》是中文文献中第一次介绍哥白尼的地动说，也是中文“行星”一词第一次出现。

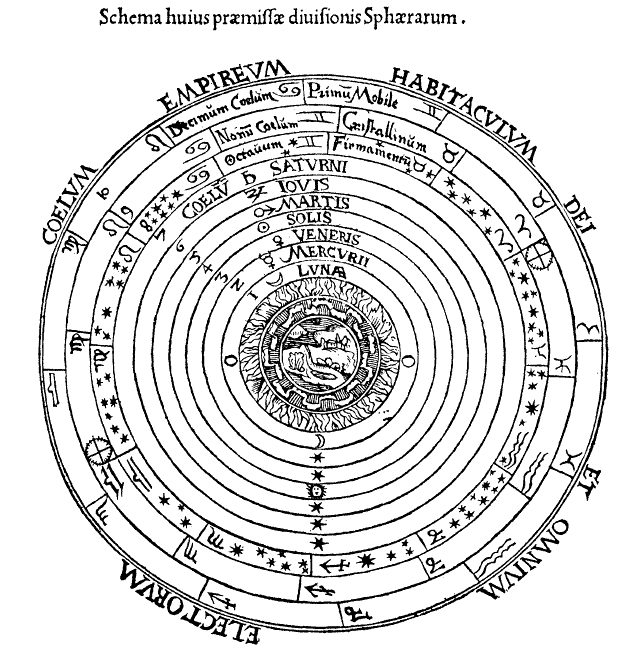
一个摘录自《宇宙志》（安特卫普，1539）的以地球为中心的宇宙模型

从古典时代的神圣的游星演化到科学时代的实在的实体，人们对行星的认识是随着历史在不停地进化的。行星的概念已经不仅延伸到太阳系，而且还到达了其他太阳系外系统。对行星定义的内在的模糊性已经导致了不少科学争论。

### 古典时代
古人观察星空，发现天体分作两类：一类固定在天球上，组成各个星座，形成一幅永恒的天空背景，称之为恒星；另一类天体在黄道附近运行，不断穿过黄道上的十二个星座，称之为行星。这些行星包括七颗，分别是阴阳——太阳和太阴(月球)，以及五行——金木水火土，是為經典行星。它们在天空中极为特殊：一方面，它们不断运行，不断进入不同的星座；另一方面，它们极为明亮，全天成千上万颗星体中，七颗行星亮度分别排行第1,2,3,4,5,6,9。他们对神学、宗教宇宙学和古代天文学都有重要的影响。在古代，天文学家记录了一些特定的光点是相对于其他星星如何移动跨越天空。古希腊人把这些光点叫做（即planetes asteres，游星）或简单的称为（planētoi，漫游者），今天的英文名称行星（planet）就是由此演化出来的。在古代希腊、中国、巴比伦和实际上所有前现代文明中，是人们几乎普遍的相信，地球是宇宙的中心，并且所有的“行星”都围绕着地球旋转。会有这种认识的原因是，人们每天都看到星星围绕着地球旋转，而且看起来好像是常识的认为，地球是坚实且稳定的，应该是静止的而不是会移动的。
各个文明对星座的划分方法与行星轨迹密切相关：太阳在黄道上一年运行一圈，太阴在黄道上一个月运行一圈。西方文明中，太阳的轨迹把黄道分作十二段，每月一段，每段一个星座组成黄道十二宫。中国文明中，太阳的轨迹把黄道分作四段，每个季度一段，即天空的四象青龙白虎朱雀玄武；而太阴的轨迹把黄道分作28段，每天一段，即天空的28个星宿；然后结合太阳和太阴的划分，四象=28宿，每一象被分作七宿，这七宿分别对应阴阳金木水火土七大行星，组成一个星期七天，因此每个月被四象分成四个星期。

### 日心说时代
- 日心说确立了太阳在天空中心的地位，太阳不动而地球在运行，因此地球就取代了太阳的地位成为行星，太阳则被归入恒星。
- 卫星的概念在稍后也随着伽利略卫星的发现逐渐被接受，有一个短暂时期，这些卫星都被认为是行星，很快行星被限定必须直接围绕太阳运行，因此月球也被排除在行星行列之外。
- 最终，日月金木水火土七大行星变为地金木水火土六大行星。

### 新发现时代
- 1781年，第七颗行星天王星被发现；
- 1801年，谷神星被发现，有长达49年的时间被称为第8颗行星；
- 1846年，第八颗行星海王星被发现；
- 1930年，冥王星被发现，有长达76年的时间被称为第9颗行星；

新时代发现新的大行星，同时也发现新的绕日运行的较小天体。1850年，谷神星因尺寸太小，且发现一系列更小的同类型星体，其行星地位被免除，同时行星的定义出现一个不成文的概念：并非所有直接绕太阳公转的天体都是行星，行星必须足够大且卓尔不群。20世纪发现的冥王星与谷神星的地位非常相似，它也因尺寸太小，且发现一系列更小的同类型星体（还包括一颗较大的同类型星体阋神星），而于2006年被降格为矮行星。冥王星的行星地位之争，把原有不成文的概念确立成准确定义：直接绕太阳公转、流体静力平衡（足够大）、清空其轨道（卓尔不群）。

### 太阳系外时代
虽然人類无法通过天文望远镜直接观测系外行星，但通过间接手段，包括观测恒星运动、掩星等等，天文学家现已发现2000多颗太阳系外的行星。

## 定義
在2006年8月24日在捷克首都布拉格舉行星第26屆國際天文聯會上，表決了該會第5、6號共四份決議草案，分別把行星同時符合以下三點：
- 圍繞於恆星運轉（即公轉）
- 有足夠大的質量來克服固體應力，以達到流體靜力平衡的形狀（即近於球形）
- 已清空其軌道附近區域（即是該區域內最大天體，即以其自身引力把軌道兩側附近的小天體「吸引」成為自己的衛星）

### 發現時的分類
下面的表格中列出的是在發現時被歸類為行星的太陽系天體：
| 天體（目前的分類） | 天體（目前的分類） | 天體（目前的分類）                                                                     | 天體（目前的分類）                                       | 註解 |
| 恆星               | 矮行星             | 小行星                                                                                 | 衛星                                                     | 註解 |
| ------------------ | ------------------ | -------------------------------------------------------------------------------------- | -------------------------------------------------------- | --- |
| 太陽               |                    |                                                                                        | 月球                                                     | 在歷史上曾經是行星，然後依照定義被排除。                                                                                         |
|                    |                    |                                                                                        | 木卫一、木卫二、木卫三，和木卫四                         | 木星的四大衛星，在被伽利略發現之後也稱為伽利略衛星。他提到為了尊崇贊助他的美第奇家族，稱它們為"美第奇行星（Medicean Planets）"。 |
|                    |                    |                                                                                        | 泰坦，[b] 土卫八，[c] 土卫五，[c] 土卫三，[d]和土卫四[d] | 土星最大的5顆衛星，分別由惠更斯和卡西尼發現。                                                                                    |
|                    | 穀神星[e]          | 智神星、婚神星，和灶神星                                                               |                                                          | 最早知道的小行星，是在1801年至1807年間發現的。但直到1850年代才被分類為小行星。 之後，穀神星在2006年又被歸類為矮行星。            |
|                    |                    | 義神星、韶神星、虹神星、花神星、穎神星、健神星、海妖星、凱神星、芙女星、司寧星、司法星 |                                                          | 在1845年至1851年發現了更多的小行星，行星清單中的數量的迅速增加，使天文學家增加小行星的分類，並且在1845年獲得認可。               |
|                    | 冥王星[f]          |                                                                                        |                                                          | 第一顆被觀測到的海王星外天體。2006年，冥王星被重分類為矮行星。                                                                   |

## 太陽系以內的行星

### 沿革
由於1801年元旦被意大利天文學家皮亞齊發現穀神星時，曾依據「提丟斯-波得定則」來定義它為行星，但後來以望遠鏡觀測看不到視圓面，以此定其直徑比月球還小，在1802年起短短六年間，相繼發現類似軌道之三顆小行星，在18世紀的首數十年間曾同時並列在行星之列（在1850年曾出現18顆行星的紀錄 （页面存档备份，存于）），至1847年發現5號小行星「義神星」後，歐洲天文學家始為該組陸續發現之小天體另外歸類為「小行星」，以「行星爆炸論」為由把該組小天體降格為與彗星、行星衛星的一類，統稱為「小行星」（minor planets）並沿用至今。
而1930年發現冥王星後，太陽系的行星被約定俗成為9顆（亦即九大行星），但經測定，其質量、直徑、偏心率均其它八顆相距甚遠，根本不能稱為「大行星」，而自1992年起陸續發現冥王星外與冥王星相若的天體；1999年初，有傳媒報道部分天文學家曾提倡把體積與其他行星相比較懸殊的冥王星剔除太陽系之列，IAU曾為此於該年2月5日澄清並無此事，但社會與科學界亦開始討論冥王星應否列入行星與一直只被約定俗成的行星定義。而此時亦開始陸續發現多顆在庫伯帶內繞太陽公轉的天體。
自2005年7月公佈發現冥外天體鬩神星以後，因其比冥王星直徑還大，以往曾鬧得沸沸揚揚的「十大行星」的話題亦甚囂塵上，為此IAU在2006年初組織「行星定義委員會」，因為更動名字將會影響至所有相關科學書籍、百科全書、中小學教科書以至相關設備帶來更動，因而社會十分重視。

### 決議
2006年8月24日在捷克首都布拉格舉行之第26屆國際天文學聯會上的定義，初時曾提出包括鬩神星、冥衛一與穀神星的十二行星，但爭議與反響頗大，亦引起天文愛好者與民間熱烈討論；至8月24日下午第26屆國際天文學聯會上的定義：太陽系有八顆行星（決議時曾出現「古（經）典行星」一詞，指的也是這八顆），分別為水星、金星、地球、火星、木星、土星、天王星與海王星。質量不夠的將會被IAU會議決議歸類為矮行星（如冥王星）或太陽系內小天體（如小行星、彗星等）。

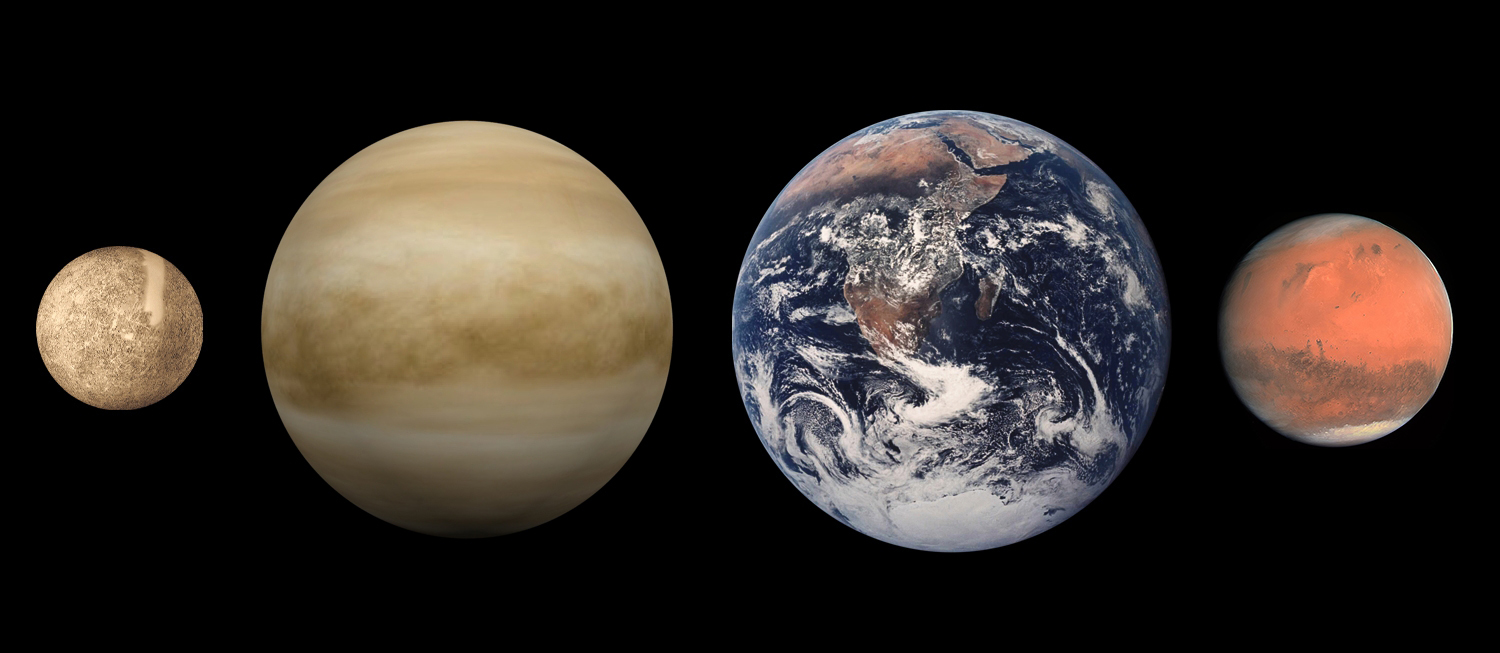
类地行星

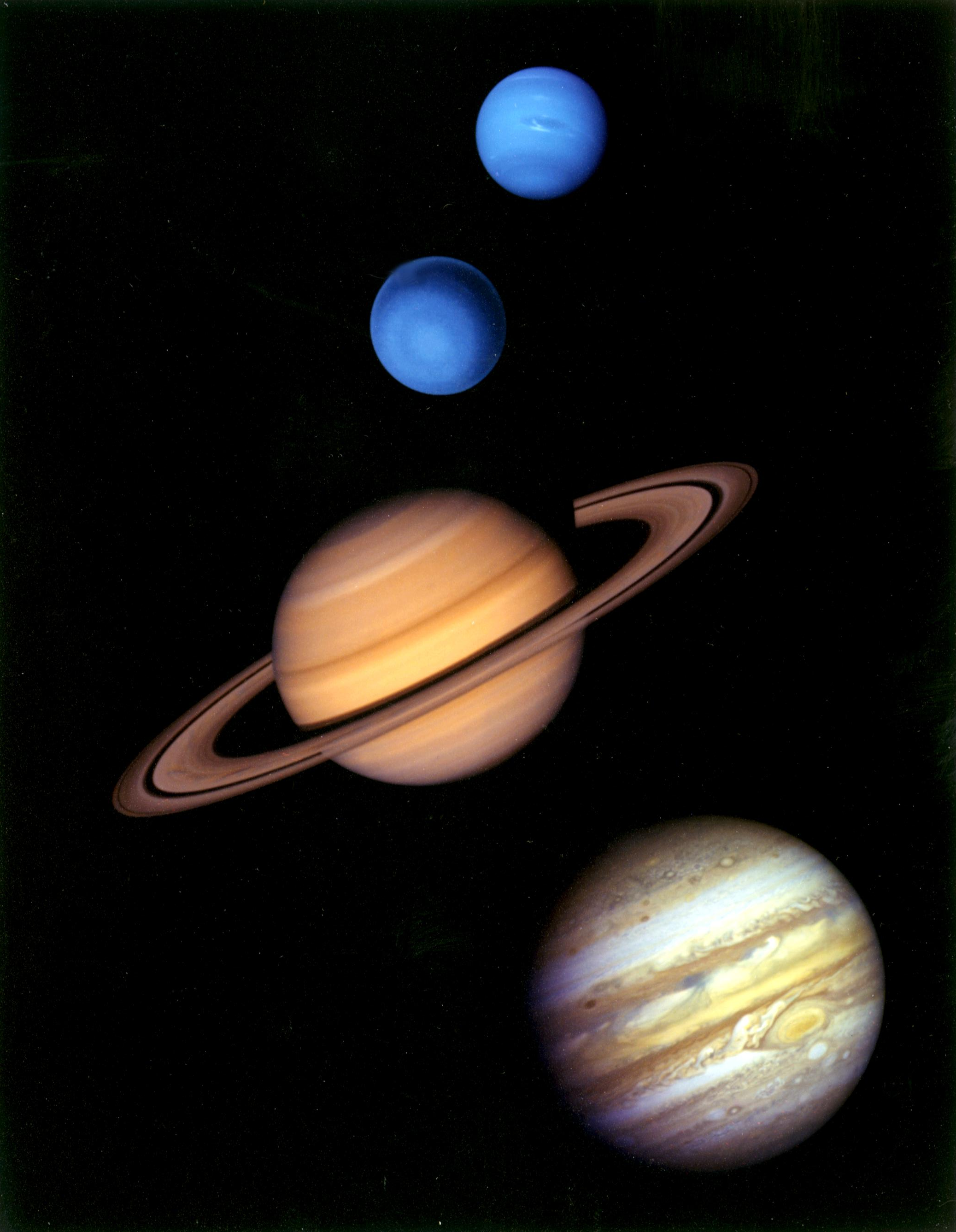
类海行星和类木行星

### 以行星表面岩質劃分
- 岩石行星（又称“類地行星”）：即水星、金星、地球和火星，表面是岩石固体。
- 氣態巨行星（又称“類木行星”）：即木星和土星，主要成分是氣體。
- 冰巨行星（又称“類海行星”）：即天王星和海王星，在浓厚的大气下，有“冰质”表面，这些冰主要由水、甲烷、氨构成。

### 以行星視運動規律劃分
（此分類方法因以地球為界，故必會忽略地球）
- 內側行星：太陽系中地球軌道內側的行星，包括水星與金星。
- 外側行星：太陽系中地球軌道外側的行星，包括火星、木星、土星、天王星、海王星。

## 其它恆星系的行星
至2009年2月，人们在其他恒星身上一共发现了339颗系外行星，不少均拥有比木星高的质量。
也有一些行星，其体积比较小，例如脉冲星PSR B1257+12、天琴座μ星、巨蟹座55及GJ 436均各自拥有与地球差不多质量的小型行星，而Gliese 876一颗达地球质量6至8倍的行星，可能拥有岩石结构。
人们对新发现的大型系外行星仍未完全了解，大多估计其物质构成与太阳系的大型行星类似，又或是从未见过的大型氨行星或碳行星。值得注意的是，一些大型行星在极接近恒星的地方公转，拥有近乎完美的圆形轨道，这些行星被称为「热木星」，它们比太阳系的大型行星接受更大量的太阳辐射，造成其表面温度极高。也有一种热木星，其大气会被恒星的热力逐步蒸发并流失，并以彗尾形态释出，它们被分为Chthonian型行星。
太陽系外行星（Extrasolar planet）是環繞其他恆星公轉的行星，長久以來，人們認為其他恆星和太陽一樣，均有行星環繞其恆星公轉，但一直未能證實。直至1992年PSR B1257+12被證實以來，至今已有百多個太陽系外行星被發現。這些發現增加了對外星人存在與否的問題提出了支持的觀點。
現時在其他恆星發現的行星大多是類似木星的氣體行星，有的質量甚至比木星還要大。質量較小的行星有脈衝星PSR B1257+12的三顆與類地行星相若的天體，以及位於天壇座μ星的一顆有14個地球質量的行星。
也有一種行星，沒有圍繞特定的恆星公轉，它們像是宇宙的流浪客，稱為星際行星（Interstellar planet）。2011年科學家利用重力微透鏡法首度發現了星際行星，並推測銀河系中木星大小的星際行星數量有恆星的兩倍之多。

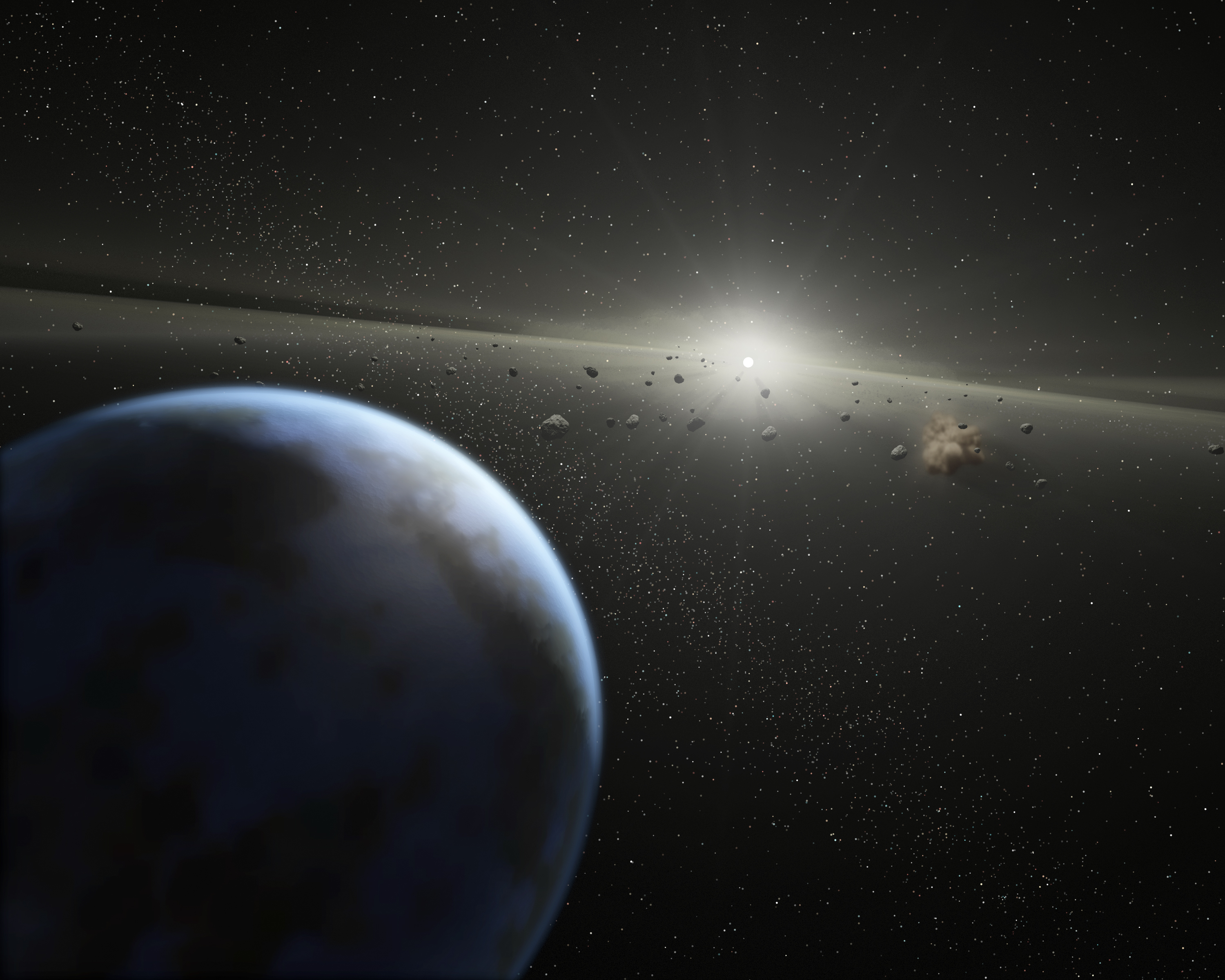
一顆太陽系外行星想像圖

現時人類的科技僅能偵測質量較大、公轉週期較短的行星。但隨著科技的進步，更強的望遠鏡得以建造，在未來可望能發現更多質量較小及公轉週期較長的行星。

### 搜尋太陽系外行星的方法
由於用天文儀器搜尋太陽系外行星的難度極大，天文學家一般採用間接的方法。下面介紹幾種主要的方法：
- 天體測量法（Astrometry）

天體測量法是搜尋太陽系外行星最古老的方法。這個方法是精確地測量恆星在天空的位置及觀察那个位置如何随着時間的改變而改變。如果恆星有一顆行星，则行星的重力将造成恆星在一條微小的圓形軌道上移動。這樣一來，恆星和行星圍繞著它們共同的质心旋轉。由於恆星的質量比行星大得多，它的運行軌道比行星小得多。
- 視向速度法（Radial Velocity）

視向速度法利用了恆星在行星重力的作用下在一條微小的圓形軌道上移動這個事實，目標現在是測量恆星向著地球或離開地球的運動速度。根據多普勒效應，恆星的視向速度可以從恆星光譜線的移動推導出來。
- 凌日法（Transit Method）

凌日法

當行星運行到恆星前方的時候，恆星的光芒會相應減弱。光芒減弱的程度取決於恆星和行星的體積。在恆星HD 209458的例子中，它的光芒減弱了1.7%。天文學家用凌日法發現了恆星HD 209458的行星HD 209458b。
- 脈衝星計時法（Pulsar Timing）

通過觀察脈衝星的信號週期以推斷行星是否存在。一般來說，脈衝星的自轉週期，也就是它的信號週期是穩定的。如果脈衝星有一顆行星，脈衝星信號週期會發生變化。
- 重力微透鏡法（Gravitational Microlensing）

用重力透鏡效應來發現行星的方法。比如行星OGLE-2005-BLG-390Lb就是用這種方法發現的。